# Le Champion (film, 1979)
Pour les articles homonymes, voir Le Champion.
Pour plus de détails, voir Fiche technique et Distribution.
Le Champion (The Champ) est un film américain réalisé par Franco Zeffirelli, sorti en 1979.

## Synopsis
Un père séparé de sa femme, élève seul son fils. À l'âge de 7 ans son fils admire le passé de champion de boxeur professionnel de son père. Dans la misère et pour l'amour de son fils, il décide de reprendre les gants, pour lui assurer un avenir.

## Fiche technique
- Titre français : Le Champion
- Titre original : The Champ
- Réalisation : Franco Zeffirelli
- Scénario : Walter Newman
- Musique : Dave Grusin
- Photographie : Fred Koenekamp
- Montage : Michael J. Sheridan
- Production : Dyson Lovell
- Société de production et de distribution : Metro-Goldwyn-Mayer
- Pays :  États-Unis
- Langue : Anglais
- Format : Couleur - 4-Track Stereo - 35 mm - 1.85:1
- Genre : Drame
- Durée : 123 min
- Sortie en France le 12 septembre 1979[1]

## Distribution
- Jon Voight (VF : Francis Lax) : Billy Flynn
- Faye Dunaway (VF : Perrette Pradier) : Annie Cyka
- Rick Schroder (VF : Jackie Berger) : Timothy Joseph « T.J. » Flynn
- Jack Warden (VF : André Valmy) : Jackie
- Arthur Hill (VF : Marc Cassot) : Mike Phillips
- Joan Blondell (VF : Paule Emanuele) : Dolly Kenyon
- Strother Martin (VF : Claude Joseph) : Riley
- Mary Jo Catlett (VF : Nadine Alari) : Josie
- Allan Miller (en) (VF : Jacques Thébault) : Whitey
- Elisha Cook Jr. (VF : Georges Aubert) : Georgie
- Dana Elcar (VF : Michel Gudin) : Hoffmaster
- Randall 'Tex' Cobb : Bowers
- Jeff Blum (VF : Roger Lumont) : Jeffie

## Autour du film
- Premier film pour Rick Schroder, sélectionné parmi plus de 2000 candidats au rôle de T.J. Flynn[2].
- Le film est le deuxième remake du film Le Champion réalisé par King Vidor en 1931, après The Clown (1953)[3] réalisé par Robert Z. Leonard.
- Le rôle de Billy Flynn a d'abord été proposé à Ryan O'Neal puis Robert Redford (ils ont tous les deux refusé)[2].
- Jon Voight interprète lui-même toutes les scènes de combat sur le ring[2].Pour cela, il s'est entraîné avec Jimmy Gambina, responsable des scènes de combat du film Rocky[2].
- Jon Voight affronte réellement un véritable boxeur en la personne de Randall 'Tex' Cobb, qui se reconvertit par la suite en acteur de seconds rôles (notamment dans Golden Child : L'Enfant sacré du Tibet, Police Academy 4, MacGyver, Menteur, menteur, Walker, Texas Ranger)[4].
- Franco Zeffirelli fait ici sa première incursion dans le cinéma américain.
- Dans le numéro de juillet 2011 du magazine scientifique The Smithsonian, le film « le plus triste du monde » ne serait pas Bambi, mais bien Le Champion[5]. Tout du moins, il s'agirait du film utilisé par de nombreux laboratoires de psychologie dans le monde lorsqu'ils veulent rendre triste un sujet d'expérience.
- Le VSD no 99 (26/07/1979) a consacré sa une au film, avec une photo de Rick Schroder, accompagnée de la mention "L'enfant qui a fait pleurer la reine d'Angleterre" (article de Didier Decoin).
- Le footballeur professionnel Téji Savanier a été prénommé ainsi en hommage au personnage du film, T.J. Flynn[6].

## Distinctions

### Nominations
- Oscars :
  - Meilleure musique de film pour Dave Grusin
- Golden Globes :
  - Meilleur acteur pour Jon Voight
- Young Artist Awards :
  - Meilleur jeune acteur pour Rick Schroder

### Récompenses
- Golden Globes :
  - Golden Globe de la révélation masculine de l'année pour Rick Schroder